# Nymphalis sachalinensis
Nymphalis sachalinensis är en fjärilsart som beskrevs av Matsumura 1925. Nymphalis sachalinensis ingår i släktet Nymphalis och familjen praktfjärilar. Inga underarter finns listade i Catalogue of Life.